# Quanah
Quanah település az Amerikai Egyesült Államok Texas államában, Hardeman megyében, melynek megyeszékhelye is. Lakosainak száma 2279 fő (2020. április 1.).

## Népesség
A település népességének változása:

| 2010 | 2 641 |
| 2020 | 2 279 |